# Asembakor
Asembakor is een bestuurslaag in het regentschap Probolinggo van de provincie Oost-Java, Indonesië. Asembakor telt 2396 inwoners (volkstelling 2010).